# Atlante linguistico del ladino dolomitico e dei dialetti limitrofi
L'Atlante linguistico del ladino dolomitico e dei dialetti limitrofi (in ladino Atlant linguistich dl ladin dolomitich y di dialec vejins; in tedesco Sprachatlas des Dolomitenladinischen und angrenzender Dialekte) è una raccolta di carte linguistiche che intende documentare le parlate della parte nord-orientale dell'Italia settentrionale e della Svizzera sud-orientale. Il progetto è curato dall'Università di Salisburgo, che lo ha avviato nel 1985. L'atlante consta di due parti: la prima parte (ultimata nel 1998) prende in considerazione aspetti di fonetica e di morfologia elementare, mentre la seconda parte tratta il lessico, la sintassi e la morfologia elaborata. Nell'ambito del progetto è stato inoltre creato, per la prima volta nella storia della dialettologia informatizzata, un atlante sonoro, il quale permette di ascoltare campioni sonori di parlate locali cliccando sulle località della cartina.